# Charles-Moïse Briquet
Charles-Moïse Briquet (Ginevra, 30 agosto 1839 – Ginevra, 24 gennaio 1918) è stato un imprenditore, storico e filantropo svizzero.

## Infanzia e prima giovinezza
Nato in una famiglia originaria di Châlons-sur-Marne emigrata in Svizzera agli inizi del XVIII secolo per motivi religiosi, Charles-Moïse Briquet, secondogenito di Barthélemy-Marc Briquet e di Jeanne-Louise-Elisabeth Pâris, vide la luce a Ginevra il 30 agosto 1839. Suo padre, come da tradizione famigliare, era un commerciante di libri e di carta all'ingrosso.
Briquet fu allevato in seno ad una famiglia protestante in cui onestà e pietà erano i pilastri dell'educazione. Studente curioso e dotato, frequentò dapprima una scuola lancasteriana a Ginevra e, nel 1848, venne mandato ad apprendere il tedesco come pensionante presso un pastore protestante nel granducato di Baden. Rientrato a Ginevra nel 1850 continuò gli studi in una scuola aperta da un suo zio a Plainpalais, restandovi fino al 1854 quando il padre decise, nonostante il figlio avesse espresso il desiderio di continuare a studiare, di destinarlo al commercio impiegandolo come apprendista in un negozio di profumeria dove resterà due anni. Nel novembre del 1856 lascerà nuovamente la casa paterna per completare la propria educazione tecnica e professionale in una cartiera di La Bâtie, nei pressi Ginevra, restandovi un anno. Nel 1857 si impiegherà finalmente presso il padre che lo assocerà alla ditta nel 1860.
Il periodo di apprendistato tra il 1854 ed il 1857 vide comunque il Briquet frequentare assiduamente numerosi corsi serali nelle più disparate materie, in particolare scientifiche, per affinare la propria educazione acquisendo, nonostante l'irregolarità degli studi, un'istruzione sérieuse et ètendue.

## Imprenditore e cittadino
Al pari del suo periodo di studio-apprendistato, la sua carriera imprenditoriale fu altrettanto intensa. Infatti, oltre a continuare ad occuparsi del commercio della carta, acquistò una casa editrice specializzata nella pubblicazione di riproduzioni litografiche dei paesaggi svizzeri, apportando notevoli migliorie a questa tecnica di stampa. Briquet, che gestiva le proprie attività come un buon padre di famiglia, era un datore di lavoro rispettato ed amato dai suoi impiegati, molti dei quali grazie ai suoi insegnamenti riuscirono successivamente mettersi in proprio aprendo analoghe attività in Svizzera, Germania e Francia.
La sua posizione e le sue capacità lo portarono presto a ricoprire incarichi pubblici nella sua città natale. Fece parte della Société de prévoyance pour l'Hiver occupandosi dapprima della raccolta fondi e divenendone successivamente segretario. Nel 1884 entrò nella lega svizzera contro l'alcolismo di cui fu segretario fino al 1888, occupandosi al contempo di una speciale camera del lavoro incaricata di trovare un impiego ad operai ed operaie rimasti disoccupati. Nel 1890 fu incaricato dal governo federale di studiare il problema dell'infanzia abbandonata, studio che portò all'adozione di una legge di tutela da parte del cantone ginevrino. Parallelamente fu membro di una società di mutuo soccorso per gli apprendisti e di una associazione di commercianti ed industriali. Nonostante il suo interesse per la cosa pubblica non si candidò mai ad alcuna carica politica, preferendo impegnarsi nel sociale prendendo attivamente parte alle iniziative dell'Unione nazionale evangelica.

## Storico e pioniere
Dopo aver redatto per proprio uso personale e professionale una tabella sullo stato dell'industria e del commercio della carta in Svizzera, affrontò il problema in chiave storica ma non trovando alcuna informazione al riguardo, incominciò, nel 1878, uno studio comparativo con altre realtà europee che lo assorbirà fino alla morte. Nel suo primo saggio, intitolato Notice historique sur les plus anciennes papeteries suisses, il Briquet indovina già l'utilità della raccolta e catalogazione delle filigrane come strumento per la datazione della carta. Si sforzerà quindi di stabilire dei parametri che precisino i luoghi, le date e le figure più ricorrenti, nel tentativo inquadrare con l'ausilio della filigrana ambiti e periodi d'uso oltreché produttori. In due successivi articoli La légende paléographique du papier de coton e le Recherches sur les premiers papiers utilisés en Occident et en Orient du Xe au XIVe siècle, perviene a cinque importanti conclusioni:
- la carta di cotone (papier de coton) non era mai esistita e si trattava semplicemente di una nomenclatura adottata per indicare un foglio di carta (un dato stabilito dopo aver analizzato scientificamente alcuni campioni al microscopio)
- si devono classificare i supporti per la scrittura in tre tipi: pergamena, papiro, carta;
- la carta di stracci è di un secolo più antica di quanto pensassero gli storici e data al X secolo;
- la carta di stracci fu dapprima utilizzata in Oriente e non entrò in uso in Occidente che dopo due o tre secoli;
- l'uso di marchi a filigrana è attestato in Occidente a partire dalla fine del XII secolo, mentre in Oriente non è documentato.

I suoi studi apparvero subito di capitale importanza per la paleografia e vennero immediatamente verificati dagli storici che ne attestarono la validità. Sul suo esempio, poco tempo dopo, degli studiosi austriaci utilizzarono ancora il microscopio nell'analisi dei supporti cartacei arrivando a stabilire che la materia prima degli stracci utilizzati era la fibra di canapa o di lino e che i collanti impiegati erano a base di amido di frumento o di grano saraceno.
Nel 1888 Briquet, ritiratosi dagli affari l'anno prima, pubblicò una monografia sulle carte e le filigrane dell'archivio di Genova ove raccolse ed illustrò oltre cinquecento disegni di filigrane medievali. Raffinando il proprio metodo di datazione, nel 1892, diede alle stampe un saggio intitolato De la valeur des filigranes du papier comme moyen de déterminer l'âge et la provenance de documents non datés suscitando non poche polemiche. Prese allora a viaggiare per l'Europa raccogliendo con l'aiuto della moglie migliaia di riproduzioni di filigrane. I suoi lavori successivi gli procurarono una notevole rinomanza, tanto da essere invitato da uno dei maggiori produttori di carta dell'epoca a redigere il catalogo per la mostra retrospettiva sull'arte della carta in occasione dell'esposizione universale di Parigi, e venne in seguito ammesso a far parte della Société d'Histoire et d'Archéologie de Genève e della Société nationale des Antiquaires de France. Colpito da una progressiva forma di cecità, Briquet si sforzò di portare a termine il proprio lavoro che pubblicò finalmente nel 1907 col titolo Les Filigranes : dictionnaire historique des marques du papier dès leur apparition vers 1282 jusqu'en 1600.
Nel 1908 la facoltà di lettere dell'università di Ginevra gli tributò una laurea honoris causa per il suo dizionario, ma la cecità lo avvolse ben presto completamente e trascorse gli ultimi dieci anni della sua vita nella più totale oscurità. Rimasto vedovo nel 1912, spese quanto gli restava da vivere continuando a lavorare e dettando le sue memorie e la sua ultima monografia sui Moulins à papier des environs de Tulle. Alla sua morte, il 24 gennaio 1918, tutta la documentazione da lui raccolta venne conferita alla biblioteca di Ginevra, dov'è tuttora conservata e consultabile.

## Il dizionario delle filigrane
Briquet ha personalmente raccolto più di 40.000 disegni di filigrane, di cui 16.112 sono riprodotti ed illustrati nel suo dizionario. I disegni, veri e propri ricalchi, sono realizzati a matita su carta da lucido (forse ancor oggi, a questo scopo, il procedimento più rapido ed efficace) e sono catalogati numericamente e classificati a seconda delle figure o del motivo rappresentato: insegne cittadine, lettere e monogrammi, teste di bue, liocorni eccetera. Pur avendone rilevate diverse varianti, Briquet, ha pubblicato le più comuni e ricorrenti, corredandole di annotazioni grafiche relative al rapporto tra filoni e vergelle e dell'indicazione di luogo e data dei documenti originali. Le informazioni contenute nel suo repertorio permettono l'identificazione della maggior parte delle filigrane; oppure, l'analogia del disegno consente di individuarne presumibilmente l'origine ed il periodo. Il dizionario illustra inoltre la diffusione e la circolazione della carta, permettendo anche una ricostruzione storica del suo commercio, mostrando, tra l'altro, come durante il medioevo le carte italiane fossero le più diffuse in Europa.
Tra le critiche rivolte al dizionario, vi sono quelle relative al modello di classificazione adottato ed alla nomenclatura: la terminologia impiegata risulta infatti obsoleta e di difficile comprensione, soprattutto quando di tipo araldico. In ogni caso il dizionario di Briquet è ancora uno strumento affidabile ed imprescindibile negli studi storici e filologici. Alla prima edizione del 1907 (Ginevra) in quattro volumi, con la riproduzione in scala 1/1 delle filigrane, ne seguirono una seconda nel 1923 (Lipsia), arricchita dalla biografia di Briquet scritta dal nipote John, e una terza, pubblicata nel 1968 in occasione del cinquantenario della morte dell'Autore e curata dal celebre filigranologo Allan H. Stevenson. Altre ripubblicazioni in facsimile, ma in formato ridotto, seguirono rispettivamente nel 1977 e nel 1997.
Una versione digitale del repertorio, nata dal lavoro del LaMOP (Laboratorio di medievistica occidentale) di Parigi, poi affidata all'OAW di Vienna (Accademia austriaca delle scienze), è oggi disponibile sul sito The Memory of Paper del progetto Bernstein. Inoltre, un nuovo grande progetto di aggiornamento del Dizionario ha recentemente mosso i suoi primi passi.

## Opere di Charles-Moïse Briquet
Si dà conto delle sole opere dedicate a carte e filigrane, tralasciando le molte pubblicazioni sull'altra sua grande passione, la montagna.
- Notices historiques sur les plus anciennes papeteries suisses, in Union de la papeterie, Lausanne, 1883, n. 8 e 12; 1884, n. 2-12; 1885, n. 2-7.
- La légende paléographique du papier de coton, journal de Genève, 29 ottobre 1884.
- De quelques industries dont le papier est la base, Ginevra, 1885 (relazione tenuta alla camera di commercio e industria di Ginevra).
- Recherches sur les premiers papiers employés en Occident et en Orient du Xe au XIVe, Parigi, 1886 (estratto dalle Mémoires de la Société des Antiquaires de France, t. XLVI).
- Papiers et filigranes des archives de Gênes, 1154-1700, Genova, 1888 (estratto dagli Atti della Società Ligure di storia Patria, t. XIX, fasc. 2)[16].
- De l'utilité des filigranes du papier et de leur signification, à propos d'un récent procès, Berna, 1888.
- Le papier arabe au moyen-âge et sa fabrication, Berne, 1888 (estratto da Union de la Papeterie, aprile-settembre 1888).
- De la valeur des filigranes du papier comme moyen de déterminer l'âge et la provenance de documents non datés, Genève, 1892 (estratto dal Bulletin de la Société d'Histoire et d'Archéologie de Genève, t. 1, vol. 2, e a puntate nel Moniteur de la papeterie française, dicembre 1892-febbraio 1893).
- Sur le papier usité en Sicile, à l'occasion de deux manuscrit en papier dit de coton, Palermo, 1892.
- Le papier et ses filigranes; compte rendu des plus récents travaux publiés à ce sujet, Paris, 1894 (estratto da Revue des Bibliothèque, luglio 1894).
- Associations et grèves des ouvriers papetiers en France aux XVII et XVIIIe siècles, Paris, 1897 (estratto da Revue Internationale de Sociologie, anno 5°, n. 3, marzo 1897).
- Les anciennes papeteries du duché de Bar et quelques filigranes barrois de la seconde moitié du XVe, Besançon, 1898 (estratto da Bibliographe moderne, n. 1).
- Notice sur le recueil de filigranes ou marques de papiers présentés à l'Exposition rétrospectives de la papeterie, Paris-Genève, 1900.
- La date de trois impressions précisée par leurs filigranes, Besançon, 1900 (estratto da Bibliographe moderne, 1900, n. 2).
- La papeterie su le Rhône à Genève et les papiers filigranés à l'écu de Genève, Genève, 1901 (estratto da Nos anciens et leurs œuvres, recueil genevois, t. I, pp. 70–76).
- Notions pratiques sur le papier, Besançon, 1905 (estratto da Bibliographe moderne, 1905, n. 1 et 2).
- Les filigranes, dictionnaire historique des marques de papier dès leur apparition vers 1282 jusqu'en 1600, Genève, 1907 (4 volumi contenenti 16.112 riproduzioni di filigrane con note).
- Les filigranes ont-ils un sens caché? une signification mystique ou symbolique?, Besançon, 1916 (estratto da Bibliographe moderne, 1909, n. 5 e 6).
- Les moulins à papier des environs de Tulles, Besançon, 1912 (estratto da Bibliographe moderne, 1911, n. 6).
- Quelques faits nouveaux concernant les filigranes, in Bulletin de la Société d'Histoire et d'Archéologie de Genève, Genève, 1913, t. III, pp. 357–359.
- Le symbolisme des filigranes, Besançon, 1916 (estratto da Bibliographe moderne, 1914-15, n. 4 e 6).